# Tropizm

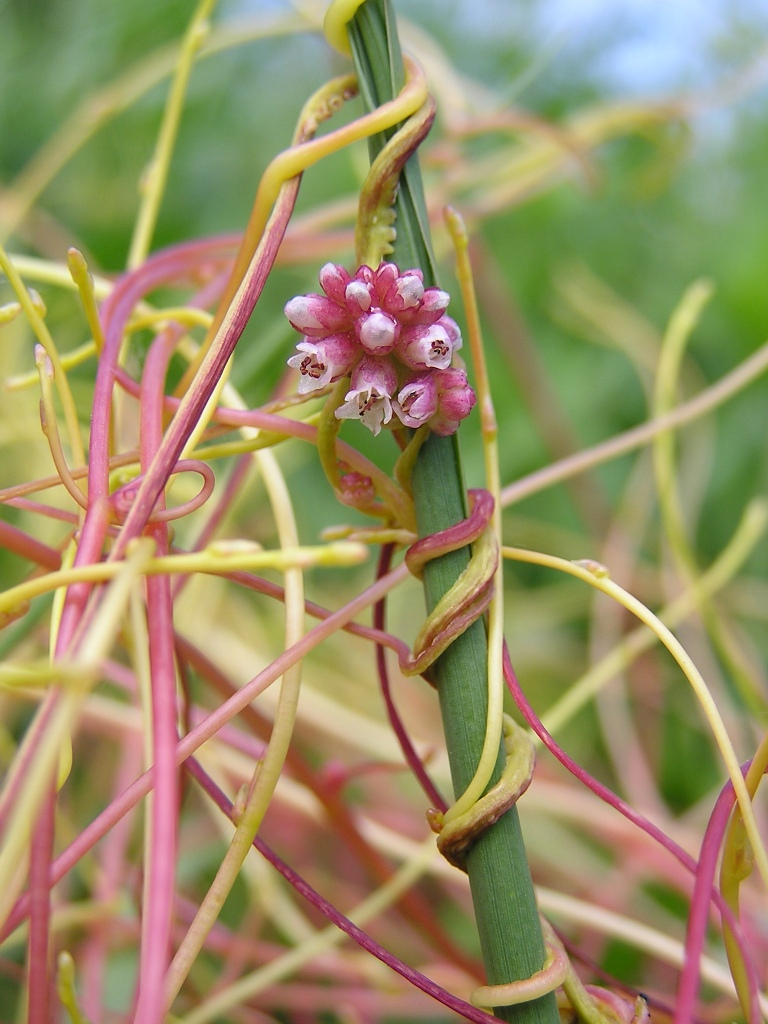
Tigmotropizm kanianki pospolitej

Tropizm – reakcja ruchowa roślin i niższych zwierząt na bodźce zewnętrzne. Ruch (zwrot lub wygięcie) w kierunku bodźca to tropizm dodatni, plagiotropizm, w kierunku przeciwnym – tropizm ujemny, ortotropizm. Plagiotropizm może przybierać formę tropizmu transwersalnego, polegającego na ustawieniu organu pod kątem 90° do bodźca – diatropizm. 
Przykłady tropizmu i powodujących go bodźców:
- chemotropizm – reakcja ruchowa roślin w odpowiedzi na czynnik chemiczny,
- fototropizm, heliotropizm, plagiofototropizm – reakcja ruchowa roślin wywołana bodźcem świetlnym (heliotropizm na światło słoneczne),
- geotropizm, grawitropizm – reakcja ruchowa roślin wywołana bodźcem grawitacyjnym,
- hydrotropizm, higrotropizm – reakcja ruchowa roślin wywołana działaniem wody lub wilgoci,
- termotropizm – reakcja ruchowa roślin wywołana zmianami temperatury,
- tigmotropizm, haptotropizm – reakcja ruchowa roślin wywołana bodźcem mechanicznym,
- traumatropizm – reakcja ruchowa roślin wywołana zranieniem,
- chromotropizm – reakcja ruchowa roślin wywołana bodźcem barwnym,
- elektrotropizm, galwanotropizm – reakcja ruchowa wywołana przez pole elektryczne[1].

Przyczyną ruchu może być różnica w tempie wzrostu różnych stron (części) rośliny lub odwracalne zmiany turgoru.

## Tropizmy w kulturze
Tropizmy to tytuł książki francuskiej pisarki Nathalie Sarraute (1939, wyd. pol.: przeł. Szymon Żuchowski, Biuro Literackie, Stronie Śląskie 2016). Sama autorka tak wypowiadała się o tropizmach w sensie psychologicznym: "[Tropizmy to] wewnętrzne ruchy skryte pod nieszkodliwą pospolitością pozorów, które wypełniają każdą chwilę naszego życia, ruchy, których jesteśmy ledwie świadomi, prześlizgujące się po skraju naszego postrzegania w postaci nieokreślonych błyskawicznych wrażeń, kryją się za naszymi gestami, pod wypowiadanymi przez nas słowami i okazywanymi uczuciami. Te ruchy stanowią tajemne źródło naszego istnienia, jego formę in statu nascendi, w chwili powstania".